# Inkråm
Inkråm används i olika sammanhang för att beskriva något innehåll, d.v.s. något som finns i en bakelse, maträtt eller inälvorna i ett djur.
Inkråm används även inom ekonomin för att beskriva innehåll såsom exempelvis verksamhet eller inventarier i en firma. Inkråm förekommer vanligtvis som term i samband med att en firma till en annan överlåter hela eller delar av verksamheten utan att därmed överlåta firmans samtliga aktier (aktiebolag) eller andelar (handelsbolag).
Genom överlåtelse av inkråm kan en delägare eller andelsägare därmed fortsätta att äga firman även efter överlåtelsen av inkråmet. Detta medför att firman och dess eventuella tillgångar och belastningar utöver det överlåtena inkråmet inte tillfaller den part som övertar inkråmet.
Som exempel kan tänkas att ett företag övertar ett annat företags verksamhet från ett givet datum. Samtliga tillgångar och fordringar fram till det datumet tillhör fortfarande den säljande parten. Eventuella tvister eller liknande belastningar överförs då inte till köparen. I privat ägda bolag är det vanligt att bolaget under en längre tid byggt upp en balansräkning i vilken det finns avsevärda fonderingar av vinster och periodiseringsfonder som kan vara ett problem att överföra till en köpare som endast är intresserad av en given del av bolaget eller endast den löpande verksamheten.